# Żyła śledzionowa
Żyła śledzionowa (łac. vena splenica, vena lienalis, ang. splenic vein) – w anatomii człowieka jeden z dopływów żyły wrotnej wątroby odprowadzający krew ze śledziony, a także z żołądka i trzustki.
Tworzy się z połączenia kilku (5–6) żył wychodzących z wnęki śledziony. Dalej biegnie poziomo ze strony lewej na prawo do tyłu od trzustki poniżej tętnicy śledzionowej. Krzyżuje aortę między pniem trzewnym a tętnicą krezkową górną. Ku tyłowi od szyjki trzustki łączy się z żyłą krezkową górną.
Jej dopływami są żyły trzustkowe, żyły żołądkowe krótkie, żyła żołądkowo-sieciowa lewa, przeważnie także żyła krezkowa dolna